# Láday István (politikus)
Láday István (Dicsőszentmárton, 1897. április 15. – Budapest, 1947. január 18.) csendőr, belügyminisztériumi államtitkár a Szálasi-kormányban, háborús bűnös.

## Élete
1914. október 15-én elvégezte a nagyváradi honvéd hadapródiskolát és zászlósként az orosz frontra került, a 23. honvéd gyalogezred kötelékében, azonban december 23-án megsebesült, így hazakerült. Felgyógyulása után géppuskás tanfolyamot végzett, majd 1915. május 1-én hadnaggyá léptették elő. Ezt követően újra az orosz frontra került, ahol századparancsnok volt, majd 1917.-ben hazarendelték és Déván lett oktató tiszt, főhadnagyi rangban.
1918-ban önkéntesként az orosz frontra került, itt érte a háború vége. Miután Erdélyt a magyar honvédség kiürítette, előbb Szentesre, majd Hajmáskérre került, ahol a katonai főreáliskolán lett nevelőtiszt. A Tanácsköztársaság idején ott teljesített szolgálatot, majd a Nemzeti Hadsereg tisztje lett. 1923-1924-ben elvégezte a csendőrtiszti iskolát és ettől kezdve csendőrként tevékenykedett tovább.
1926-ban Budapestre helyezték, ahol a csendőrszabályzat szerkesztő és tanulmányi bizottságának tagja lett. Ugyanebben az évben századosi rangot kapott, majd 1928-ban Keszthelyre került csendőr szárnyparancsnoknak, 1933-ig teljesített itt szolgálatot, amikor is a székesfehérvári csendőrnyomozó alosztály parancsnoka lett 1939-ig. 1936-ban őrnagyi rangot kapott. 1939-ben a budapesti csendőrtiszti tanfolyamok parancsnokságához került mint tanár és segédtiszt.
1941-ben saját kérésére Szolnokra helyezték csendőr-osztályparancsnoknak. 1942-ben a nagyváradi csendőriskola parancsnoka lett és ezredessé léptették elő. 1943. május 1-én Galántára helyezték, ahol megbízást kapott a helyi csendőrzászlóalj megszervezésére.
1944. június 26-án alakulatával Budapestre rendelték, ahol részt vettek a zsidók összegyűjtésében. Ezután egy rövid ideig Palánkán teljesítettek határőrszolgálatot, majd augusztusban újra Budapestre rendelték, ahol - mivel szimpatizált a Hungarista Mozgalommal - felmentették a zászlóalj parancsnoksága alól és újra a szabályzatszerkesztő bizottsághoz vezényelték. szeptember elején a 2. hadsereg parancsnokságához került, itt is teljesített szolgálatot, egészen a nyilas hatalomátvételig, amikor is, október 16-án Vajna Gábor belügyminiszter javaslatára Szálasi Ferenc belügyi államtitkárrá nevezte ki. Egyúttal tagja lett a Nyilaskeresztes Pártnak. Az ő feladata volt a csendőrség katonai irányba történő átszervezése és a Nemzeti Számonkérő Különitmény felállítása, amelynek parancsnokává barátját, Orendy Norbertet nevezte ki.
A Nemzeti Számonkérő Különítmény vezetőjeként felelősség terhelte Kállay Miklós letartóztatásáért, a Magyar Nemzeti Felkelés Felszabadító Bizottsága tagjainak letartoztatásáért és kivégzéséért (Bajcsy-Zsilinszky Endre és társai), valamint Kudar Lajos csendőrtiszt meggyilkolásáért. Mielőtt a szovjetek ostrom alá vették volna Budapestet, a kormány többi tagjával együtt Németországba menekült, ahol a háború befejezte után bujdosott. 1945. június 19-én amerikai fogságba esett, majd novemberben háborús bűnösként hazaszállították. A népbíróság 1946. március 11-én halálra ítélte, de kivégzésére hosszú ideig nem került sor, így a börtönben volt ideje megírni emlékiratait. Végül 1947. január 18-án felakasztották.